# Условный противник

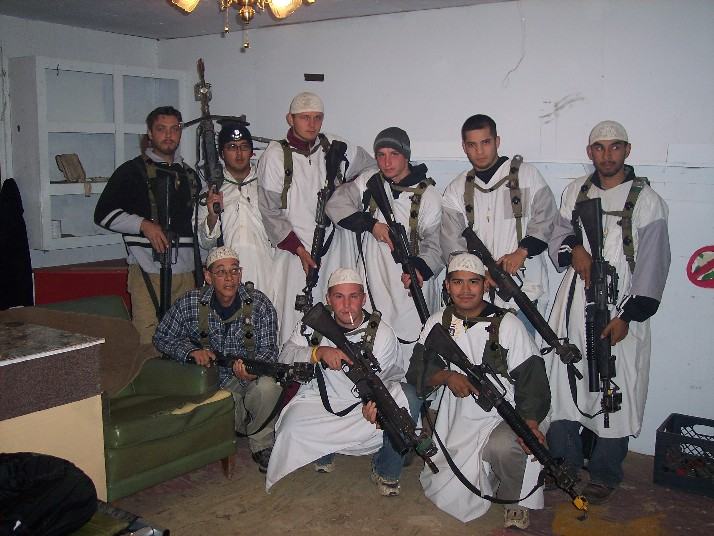
Солдаты «сил противника» США играют роль иракских повстанцев в Форт-Полк, штат Луизиана

Условный противник, противостоящая сила (также вражеская сила или силы противника, сокращённо OPFOR от англ. opposing force) — это военное соединение, представляющая противника в сценариях военных учений некоторых государств.
Похожий по смыслу термин — эскадрилья агрессора — используется некоторыми военно-воздушными силами. Соединённые Штаты содержат Национальный учебный центр Форт-Ирвин с приписанным к нему 11-м бронекавалерийским полком, выполняющим роль OPFOR. Объединённый учебный центр готовности (JRTC) в Форт-Полке — ещё один крупный учебный полигон, обычно предназначенный для подразделений лёгкой пехоты, где роль OPFOR играет 1-й батальон 509-го воздушно-десантного пехотного полка. Объединённый центр подготовки к манёврам армии (JMRC, в Хоэнфельсе, Бавария, Германия) использует 1-й батальон 4-го пехотного полка в качестве OPFOR. Другие основные подразделения включают Первую армию Соединённых Штатов, состоящую из 16 учебных бригад, которые часто также служат в качестве OPFOR. На базовом уровне военное подразделение может служить «противоборствующей силой» в конкретном сценарии, отличаясь от своих «противников» только поставленными перед ним целями. Однако крупные армии обычно содержат специализированные группы, обученные тому, чтобы точно воспроизводить реальных врагов, чтобы обеспечить более реалистичный опыт в военных играх (учениях). В то же время, во избежание дипломатических конфликтов в случае указания реальной нации в качестве вероятного врага, в учебных сценариях часто используются вымышленные страны, но с военными характеристиками, схожими с ожидаемым реальным противником.

## Состав и вооружение

### Соединённые Штаты

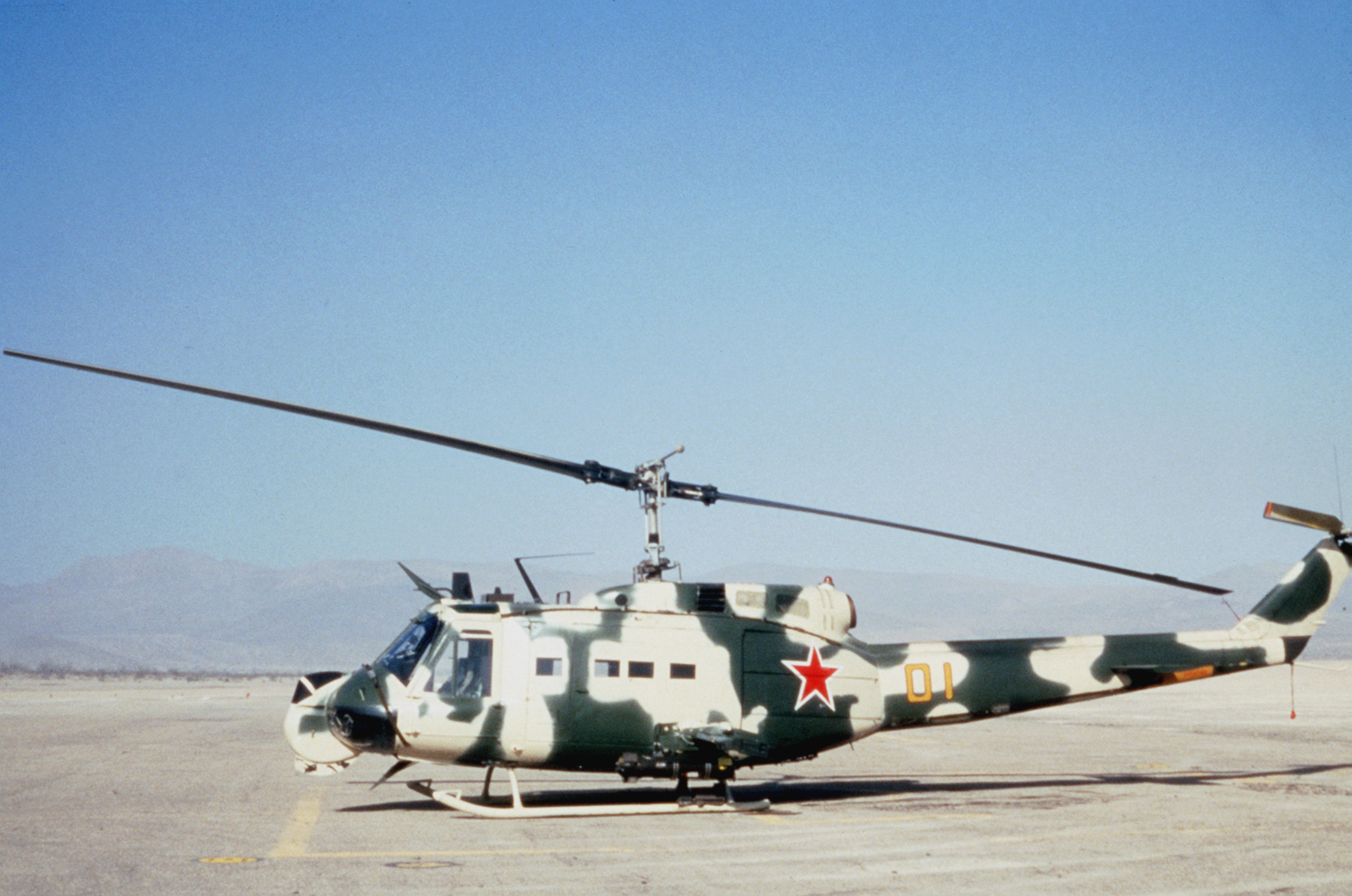
UH-1H копирует Ми-24 в Форт-Ирвине в 1985 году

Есть три основных учебных центра, в которых используются подразделения OPFOR для армии США:
- Национальный учебный центр или NTC в Форт-Ирвине, Калифорния, базовым подразделением является 11-й бронекавалерийский полк (Blackhorse)[2]
- Объединённый учебный центр готовности или JRTC в Форт-Полк, штат Луизиана, базовым подразделением является 1-й батальон 509-го парашютно-пехотного полка (Джеронимос)[3]
- Объединённый многонациональный центр готовности или JMRC (ранее известный как Учебный центр боевых манёвров или CMTC) в Хоэнфельсе, Германия[4] — базовое подразделение — 1-й батальон 4-го пехотного полка (отдельный).

Различные военные объекты или основные подразделения США имеют свои собственные местные версии «сил противника», используемых для учений. В совместных австралийско-американских военных учениях «Крокодил '03» участвовали противоборствующие силы под руководством Австралии, в которых солдаты из ряда австралийских подразделений работали вместе с контингентом Корпуса морской пехоты США.
Несколько подразделений сил обороны конкретных штатов служили подразделениями OPFOR при обучении Национальной гвардии. Военный резерв штата Калифорния, Силы обороны штата Джорджия и Нью-Йоркская национальная гвардия предоставили свои услуги в качестве OPFOR своим коллегам из Национальной гвардии. В 2018 году Силы обороны штата Джорджия создали батальон OPFOR для оказания помощи солдатам Национальной гвардии в подготовке перед развёртыванием.

### Франция
Во французской армии FORAD (FORce ADverse, вражеская сила) используется для обучения армии как в Центре боевой подготовки (CENTAC) в Майи-ле-Кан, так и в Centre d’entraînement aux action en zone urbaine (CENZUB, Учебный центр военных действий в городской черте). Списанные танки АМХ-30 использовались для имитации советских Т-72 до 2018 года.

### Другие государства
Специальные «силы условного противника» существуют в ряде учебных центров вооружённых сил Великобритании, Австралии, Южной Кореи (эти имитируют силы КНДР), Украины (214-го отдельный специальный батальон ВСУ, создан под руководством США в 2016 г.).

#### Звания и знаки различия
В период «холодной войны» «силы противника» использовали собственные знаки различия, напоминавшие советские (тонкие горизонтальные полосы — ефрейтор и младший сержант, толстые горизонтальные — сержанты, тонкие вертикальные с пятиугольниками — офицеры, толстые вертикальные с пятиугольниками — подполковник и полковник). Кроме того, офицеры и генералы в ряде случаев носили яркие нашивки на воротниках и рукавах. 
В связи с изменением международной обстановки в 1990-е годы, от системы в «советском» стиле отказались.
Современная система званий и знаков различия «сил противника» в США напоминает знаки различия действующей армии с небольшими изменениями: у генералов — комбинация скрещенных сабель и 7-конечного листа (знак различия майора в армии США), у офицеров от майора до полковника — от 1 до 3-х 7-конечных листов, от 2-го лейтенанта до капитана — от 1 до 3 вертикальных прямоугольников (знак различия 2-го лейтенанта в армии США — горизонтальный прямоугольник), у солдат и сержантов шевроны перевёрнуты вверх ногами, а вместо звёзд на них используются круги и семиконечные листья.
Иногда «силы противника» носят униформу, цвет которой намеренно отличается от обычного цвета формы ВС США.

## Галерея

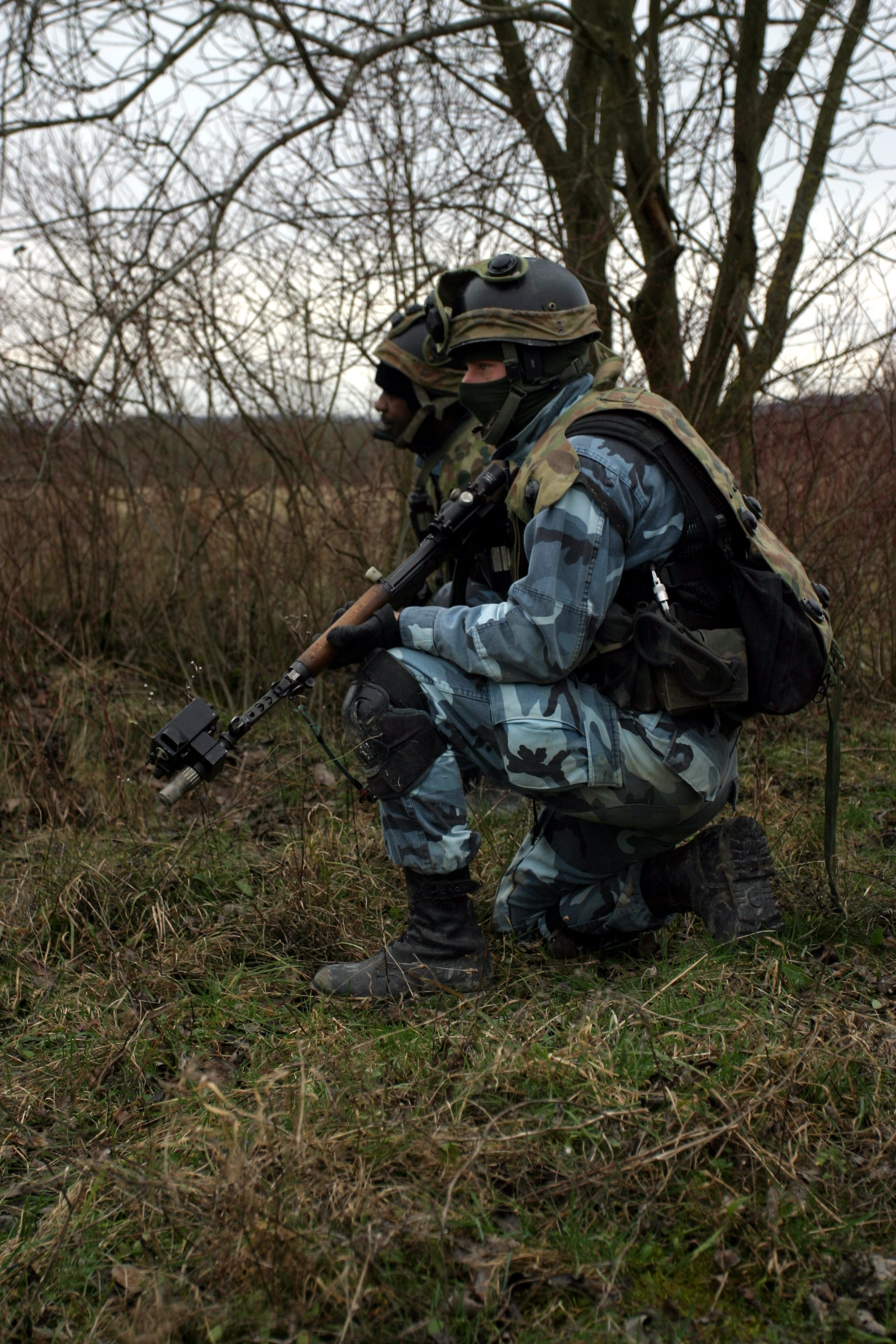
Снайпер французских «сил противника» в учебном центре CENZUB. Камуфляжный узор отличается от типичных для французской армии.
Солдаты 4-го пехотного полка в форме «сил противника» армии США (боевая форма чёрного цвета с оливковым текстом «OPFOR» на плече)
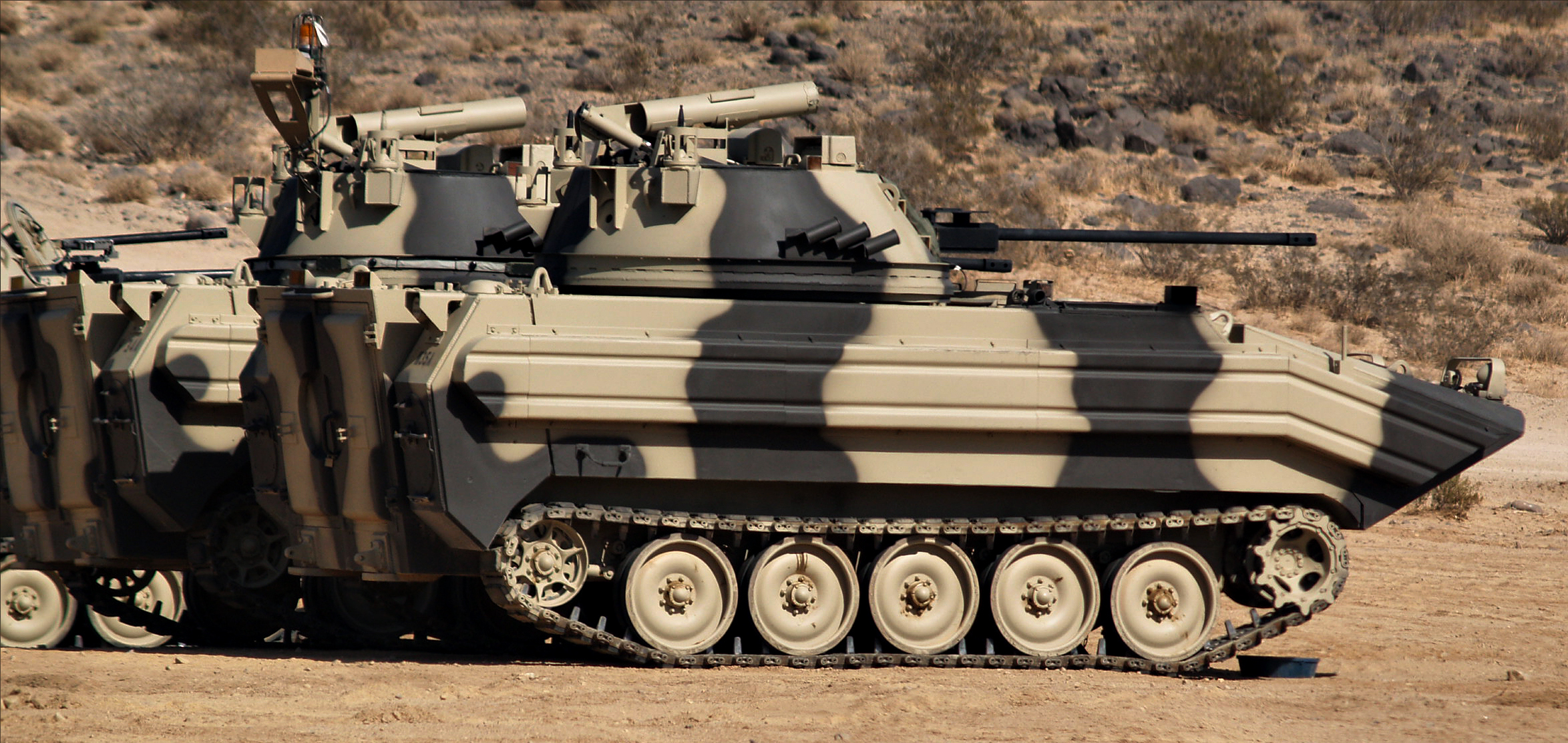
OSV, имитирующая советскую БМП в NTC, Форт-Ирвин, Калифорния.
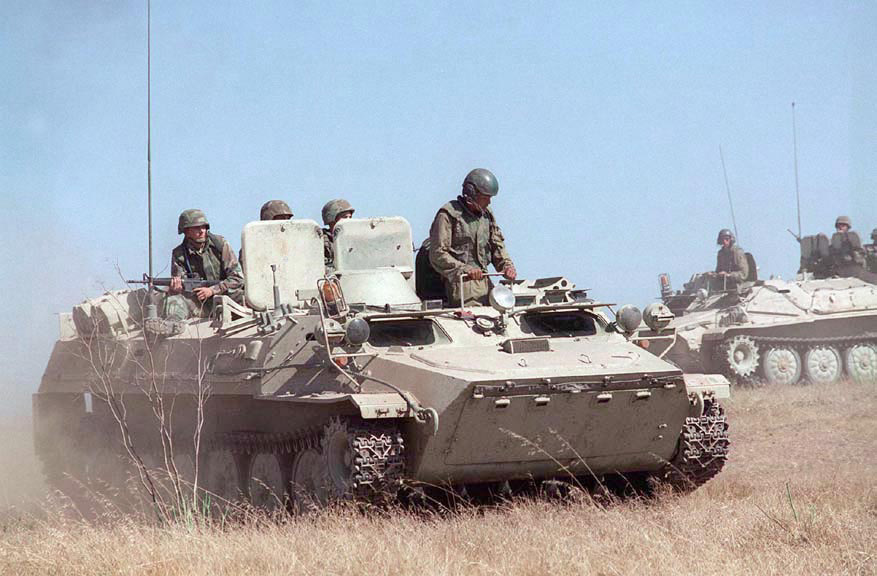
Морские пехотинцы США используют бывшую советскую машину МТ-ЛБ в составе ОПФОР во время учений.
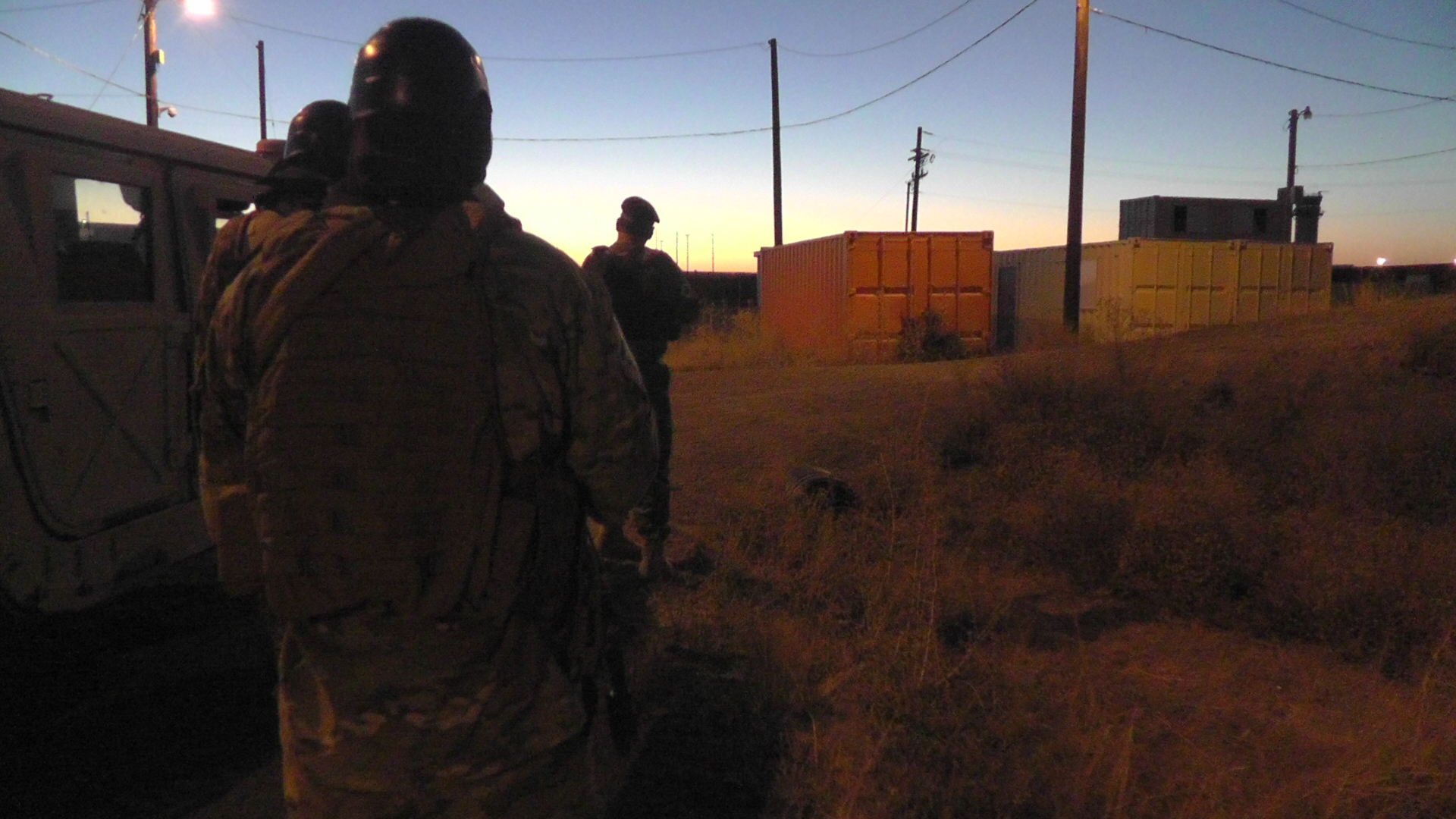
Обучение ОПФОР в 2012 г.
Современные знаки различия полковника «сил противника» в армии США
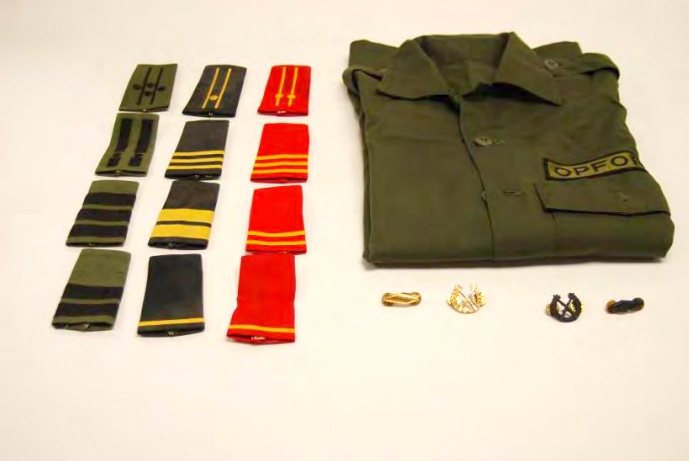
Знаки различия и униформа «сил противника» США в период холодной войны